# Empis morenae
Empis morenae är en tvåvingeart som beskrevs av Gabriel Strobl 1899. Empis morenae ingår i släktet Empis och familjen dansflugor. Inga underarter finns listade i Catalogue of Life.